# Gottfried Weitzel

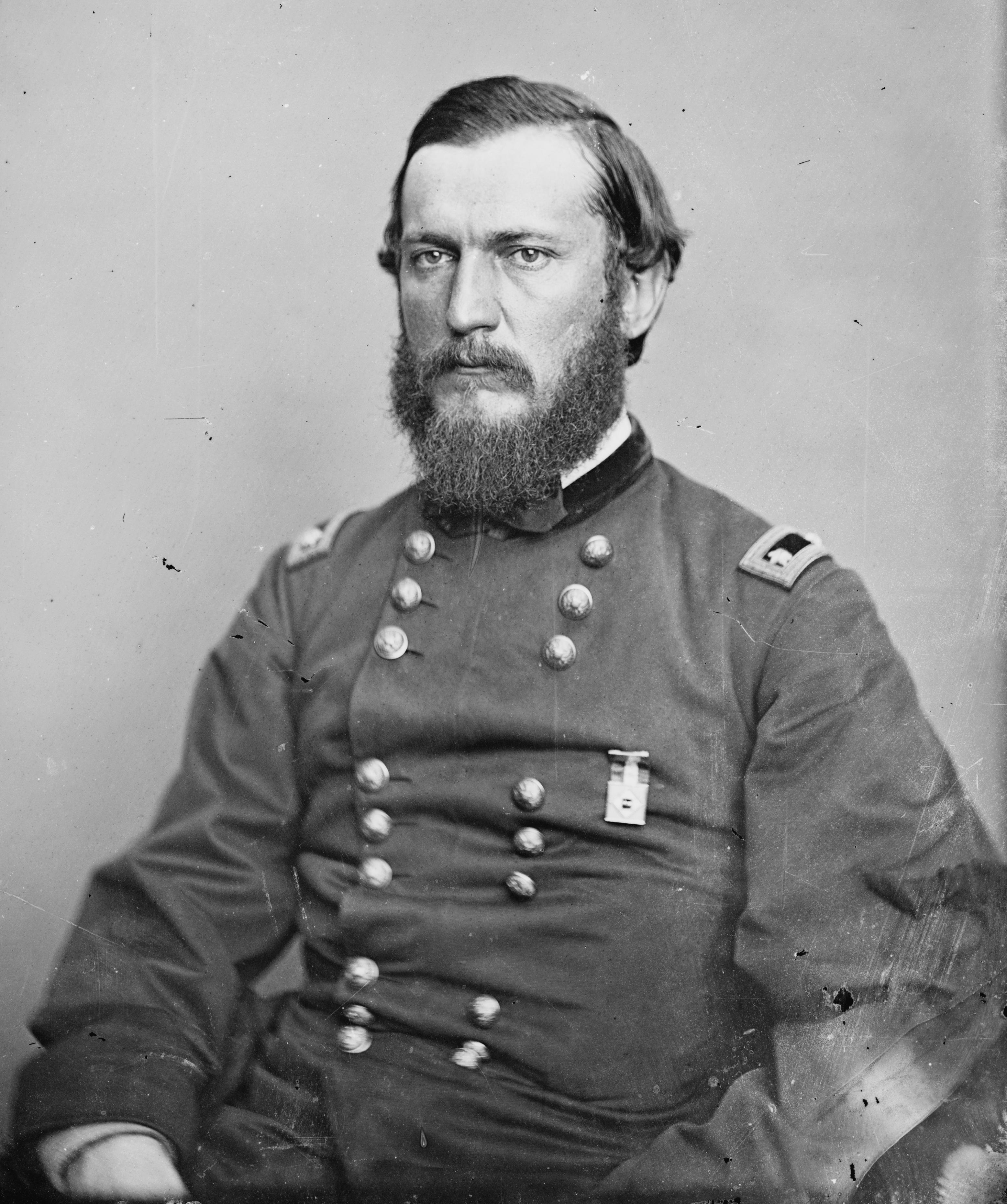
Gottfried Weitzel

Gottfried (Godfrey) Weitzel (* 1. November 1835 in Winzeln, jetzt Pirmasens; † 19. März 1884 in Philadelphia, Pennsylvania) war ein US-amerikanischer Offizier deutscher Herkunft und Generalmajor der Unionsarmee im Amerikanischen Bürgerkrieg.

## Vor dem Bürgerkrieg
Weitzel wurde am 1. November 1835 in Winzeln bei Pirmasens geboren. 1837 emigrierte seine Familie in die Vereinigten Staaten und ließ sich im Bundesstaat Ohio nieder. Er besuchte die US-Militärakademie in West Point und schloss dort Freundschaft mit Mitgliedern der Familie von Robert E. Lee, der zu dieser Zeit Direktor der Akademie war. Besonders dessen Neffe Fitzhugh Lee wurde ihm während dieser Zeit ein enger Freund. Weitzel schloss die Akademie 1855 als Zweiter seiner Klasse ab. Bis 1860 war er mit der Errichtung und Ausbesserung zahlreicher Befestigungsanlagen am unteren Mississippi beschäftigt, war dann Chefingenieur der Befestigungen um Cincinnati und unterrichtete auch in West Point. Im Januar 1860 wurde er Oberleutnant und nach Washington, D.C. beordert, wo seine Kompanie die Leibwache von Präsident Abraham Lincoln bei dessen Amtseinführung stellte.

## Im Bürgerkrieg
Bei Ausbruch des Sezessionskrieges ging er mit seiner Kompanie nach Fort Pickens, Florida. Im Dezember 1861 wurde ihm der Befehl über die Kompanie C der Pioniere der Potomac-Armee übergeben. Im Stab von General Benjamin Franklin Butler nahm Weitzel an dessen Expedition nach New Orleans teil. Auch dank seiner Kenntnisse um die Verteidigungsstellungen dort, die er selbst zum Teil geplant hatte, gelang es den Unionstruppen, die Stadt zu nehmen. Er wurde nun stellvertretender Militärbefehlshaber und Bürgermeister von New Orleans. Im August 1862 ernannte man ihn zum Brigadegeneral der Freiwilligen. Er nahm an Expeditionen in Ostlouisiana unter dem Kommando von General Nathaniel Prentiss Banks teil und führte eine Brigade in mehreren Schlachten und schließlich eine Division vor Port Hudson.
Zusammen mit General Butler wurde Weitzel 1864 nach Osten zur James-Armee beordert, wo er an den Operationen um Bermuda Hundred beteiligt war (siehe Belagerung von Petersburg). Er führte eine Division im 18. Korps und war Chef der Pioniere der James-Armee. Im August des Jahres 1864 wurde er schließlich zum Generalmajor der Freiwilligen befördert und übernahm das Kommando über das 18. Korps, nachdem General Edward Ord im Kampf verwundet wurde. Am 30. September 1864 hielt sein Korps die Stellung bei Fort Harrison, im Verteidigungsring von Richmond, gegen Angriffe von zwei Divisionen der Konföderierten, die von Robert E. Lee, seinem ehemaligen Direktor, persönlich geführt wurden.
Weitzel nahm an einer erfolglosen ersten Operation gegen Fort Fisher, North Carolina, teil und führte ab Dezember 1864 das neu formierte 25. Korps in der James-Armee, ein Korps, das überwiegend aus Farbigen bestand. Am 3. April 1865 nahmen Weitzels Truppen die konföderierte Hauptstadt Richmond ein und er selbst ritt an der Spitze seines Korps in die Stadt. Zunächst wurde versucht, Ordnung zu schaffen und Brände zu löschen, die zahlreich in der Stadt herrschten, dann sandte Weitzel ein Telegramm an General Ulysses S. Grant, worin er die offizielle Inbesitznahme der Stadt mitteilte. Sein Hauptquartier richtete er im konföderierten Weißen Haus ein.

## Nach dem Bürgerkrieg
1865–1866 kommandierte er den Rio Grande District in Texas und wurde anschließend, nach dem Ausscheiden aus dem Freiwilligendienst, Major in der regulären Armee. Zudem erhielt er für seine Dienste im Bürgerkrieg die Brevetränge eines Brigadegenerals und Generalmajors der regulären Armee. 1882 wurde er zum Oberstleutnant befördert. Zwei Jahre später, am 19. März 1884, starb Weitzel in Philadelphia an Typhus. Er ist auf dem Spring Grove Cemetery in Cincinnati, Ohio, beerdigt.